# Fred Anton Maier
Fred Anton Maier, född 15 december 1938 på Nøtterøy, död 9 juni 2015 på samma plats, var en norsk skridskoåkare. 
Hans främsta säsong var 1968 då han vann OS, VM och EM och satte sju världsrekord. Hans olympiska meriter är olympisk mästare på 5000 m 1968, då han även satt världsrekord med 7.22,4 och OS-silver på 10 000 m samma år. OS-silver på 10 000 m och OS-brons på 5000 m 1964. Han blev både världsmästare och europamästare allround 1968 och tog VM-brons 1967. Norsk mästare allround 1965. Maier tävlade för klubbarna Tønsberg Turnforening och Tønsberg Cykleklubb. 
Maier satte totalt 11 världsrekord: fyra på 5000 m (bästa tid 7.16,7), fyra på 10 000 m (bästa tid 15.20,3), ett på 3000 m (4.17,5) och två sammanlagt.
Maier hade även framgång som cyklist och tog NM-brons två gånger. Av utmärkelser kan nämnas Egebergs ærespris 1967, Oscarstatuetten och Sportsjournalistenes statuett 1968.

## Personliga rekord, skridsko
- 500 m - 41,8
- 1500 m - 2.06,1
- 5000 m - 7.16,7
- 10000 m - 15.20,3